# Skansen im. Marii Żywirskiej w Brańszczyku
Skansen im. Marii Żywirskiej w Brańszczyku – skansen zlokalizowany w północnej części Brańszczyka w powiecie wyszkowskim (województwo mazowieckie).

## Historia
Placówkę stworzono w 2015 z inicjatywy samorządu gminnego w Brańszczyku. Gromadzi budynki i przedmioty związane z historią oraz kulturą Kurpi Białych, grupy etnicznej o unikatowych strojach, zwyczajach i budownictwie, tworzonej przez osadników przybyłych w XVIII wieku z Kurpi Zielonych (północne Mazowsze). W 2014 gmina Brańszczyk otrzymała dofinansowanie na organizację skansenu z Programu Rozwoju Obszarów Wiejskich (projekt pod nazwą Ochrona dziedzictwa kulturowego poprzez utworzenie skansenu w Brańszczyku przy projektowanym szlaku św. Jakuba do Łomży). Powiat wyszkowski natomiast nieodpłatnie użyczył gminie część działki należącej do domu pomocy społecznej w Brańszczyku. Pierwszymi eksponatami były drewniana chata, dom bartnika, stodoła i kuźnia. Skansen ma być rozbudowywany, by docelowo utworzyć park etnograficzno-przyrodniczy.

## Obiekty
Na terenie skansenu znajdują się:
- chata drewniana z Trzcianki (numer domu 223) sprzed II wojny światowej – duża izba, kuchnia i przedsionek z gankiem i przydomowym ogrodem otoczonym wiklinowym płotem (rośliny w ogrodzie są nasadzane przez Witolda Jechnę, znawcę kultury kurpiowskiej[1]); wyposażenie stanowią dary od lokalnej ludności,
- drewniana chata z Trzcianki (numer domu 95),
- stodoła z gajówki Tuchlin (wewnątrz zgromadzono maszyny mechaniczne z XIX i początku XX wieku),
- kuźnia z Udrzyna z dmuchawą kowalską, wiertarką, szlifierką ręczną i kolekcją podków,
- replika studni podobna do obiektu istniejącego dawniej przy dworze w Brańszczyku,
- stodoła,
- studnia z żurawiem,
- chlew,
- drewniana altana z obrotowym podestem,
- ogrodzenie, brama[2][3].

Skansen obejmuje obszar stawów. W chatach zwraca uwagę wyposażenie, np. krosna z 1897. Organizowane są wystawy stałe i czasowe. W powojennym domu z Trzcianki można zobaczyć ekspozycje pt. „Od sochy do kombajnu” oraz „Zagroda wiejska Jana i Janiny Uchal” autorstwa Stanisława Kądzieli z Niemir, który stworzył drewniane miniatury sprzętów rolniczych i przedmiotów domowego użytku, oraz wystawę poświęconą etnografce i muzealniczce Marii Żywirskiej, urodzonej w Brańszczyku honorowej członkini Polskiego Towarzystwa Ludoznawczego. Wystawy czasowe to np. „Gmina Brańszczyk w fotografiach Mariana Pokropka” (2017).
Imię Marii Żywirskiej skansen nosi na mocy uchwały Rady Gminy Brańszczyk z 13 października 2017.
W skansenie organizowane są plenery fotograficzne, sesje zdjęciowe prywatne i zespołów regionalnych. Kręcono tu zdjęcia do etiudy Warszawskiej Szkoły Filmowej. W skansenie organizowane są dożynki, festyny, Dzień Dziecka, pikniki rodzinne.
W 2015 samorząd gminy Brańszczyk otrzymał nagrodę Starosty Powiatu Wyszkowskiego „Za Czyn” w kategorii „Kultura” za poszanowanie dziedzictwa kulturowego przez budowę skansenu.

## Galeria

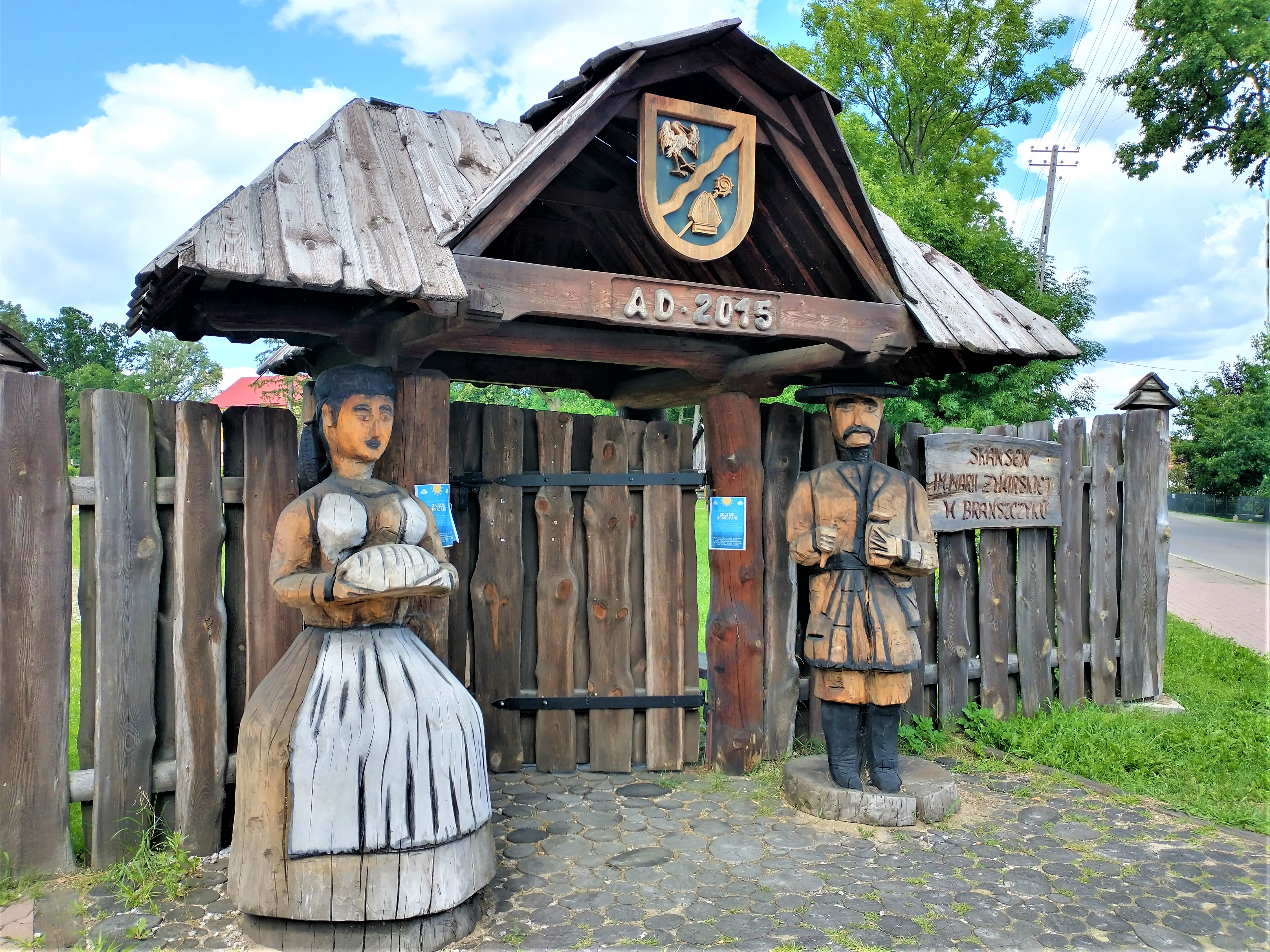
Brama wejściowa
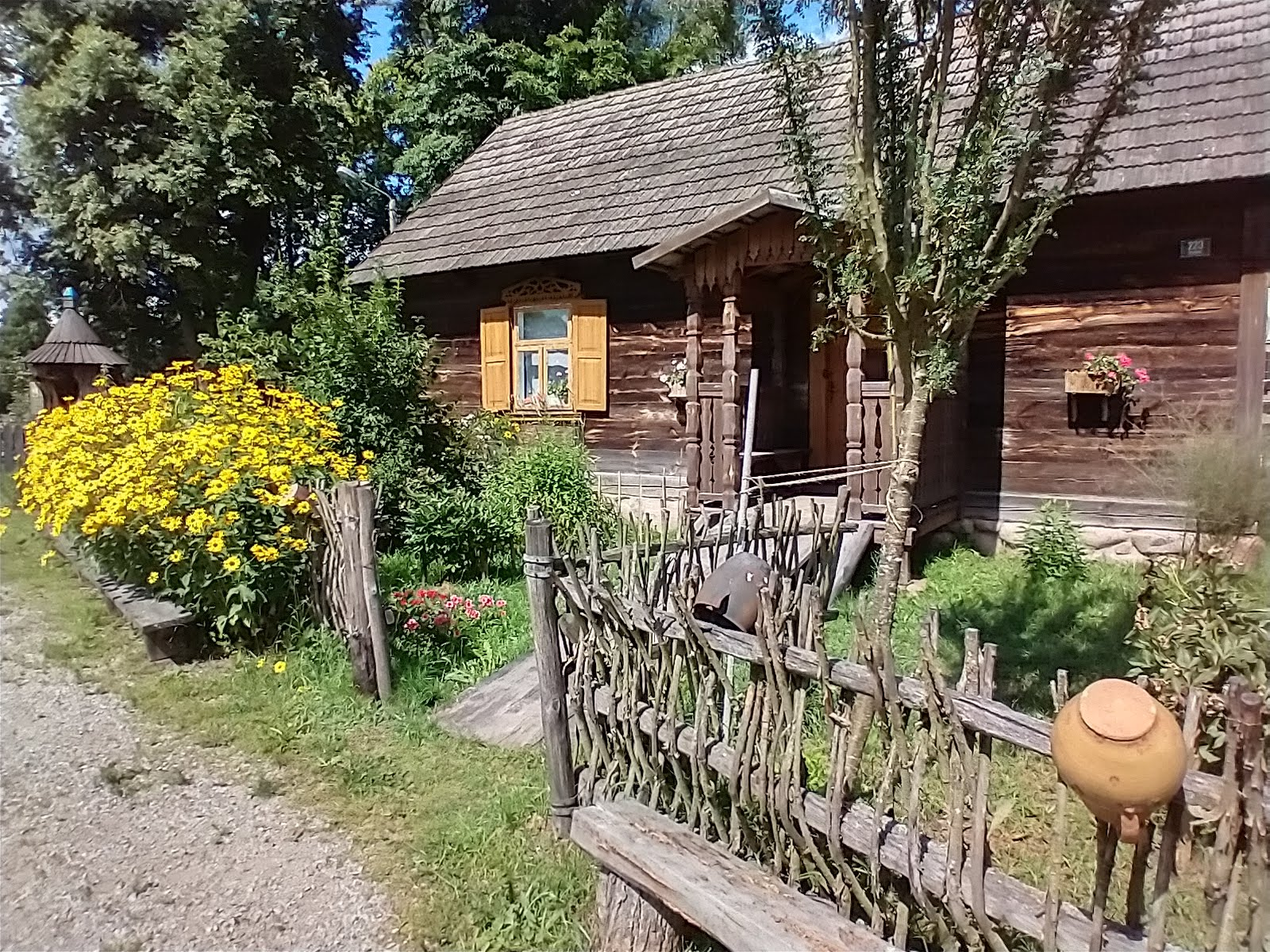
Chałupa z ogrodem ziołowym
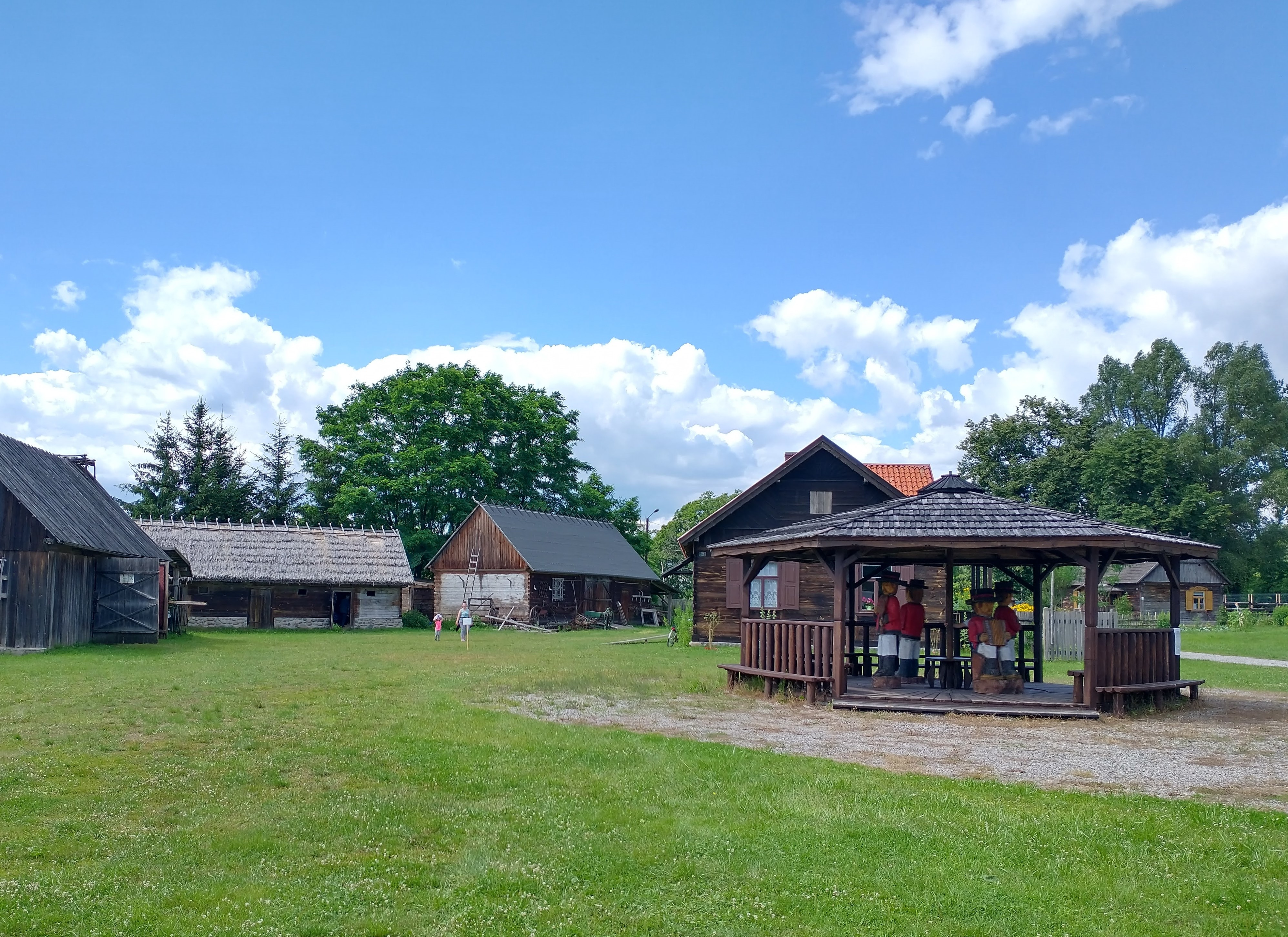
Widok ogólny